# Área de Conservação da Paisagem de Kivikupitsa
A Área de Conservação da Paisagem de Kivikupitsa é um parque natural situado no condado de Pärnu, na Estónia.
A sua área é de 136 hectares.
A área protegida foi designada em 1964 para proteger o Monte Kivikupitsa e os seus arredores. Em 2007, a unidade de conservação foi reformulada para área de preservação paisagística.